# Wagnerscher Hilfszweig
Der Wagner'sche Hilfszweig ist eine Einrichtung zur Verminderung von Einflüssen der parasitären Kapazitäten bei elektrischen Messbrücken, z. B. der Schering-Brücke.
Dabei wird ein spezieller Spannungsteiler so an die Brückenpunkte der Messschaltung gelegt, dass die Spannungen an den Anschlüssen des Nullindikators gegenüber Erde möglichst gering werden. Analog zum Englischen wird die Schaltung auch als „Wagner Erde“ bezeichnet.
Die Schaltung ist nach Karl Willy Wagner benannt.